# NGC 1325
NGC 1325 är en stavgalax i stjärnbilden Eridanus. Den upptäcktes år 1798 av William Herschel. 